# Tor Svae

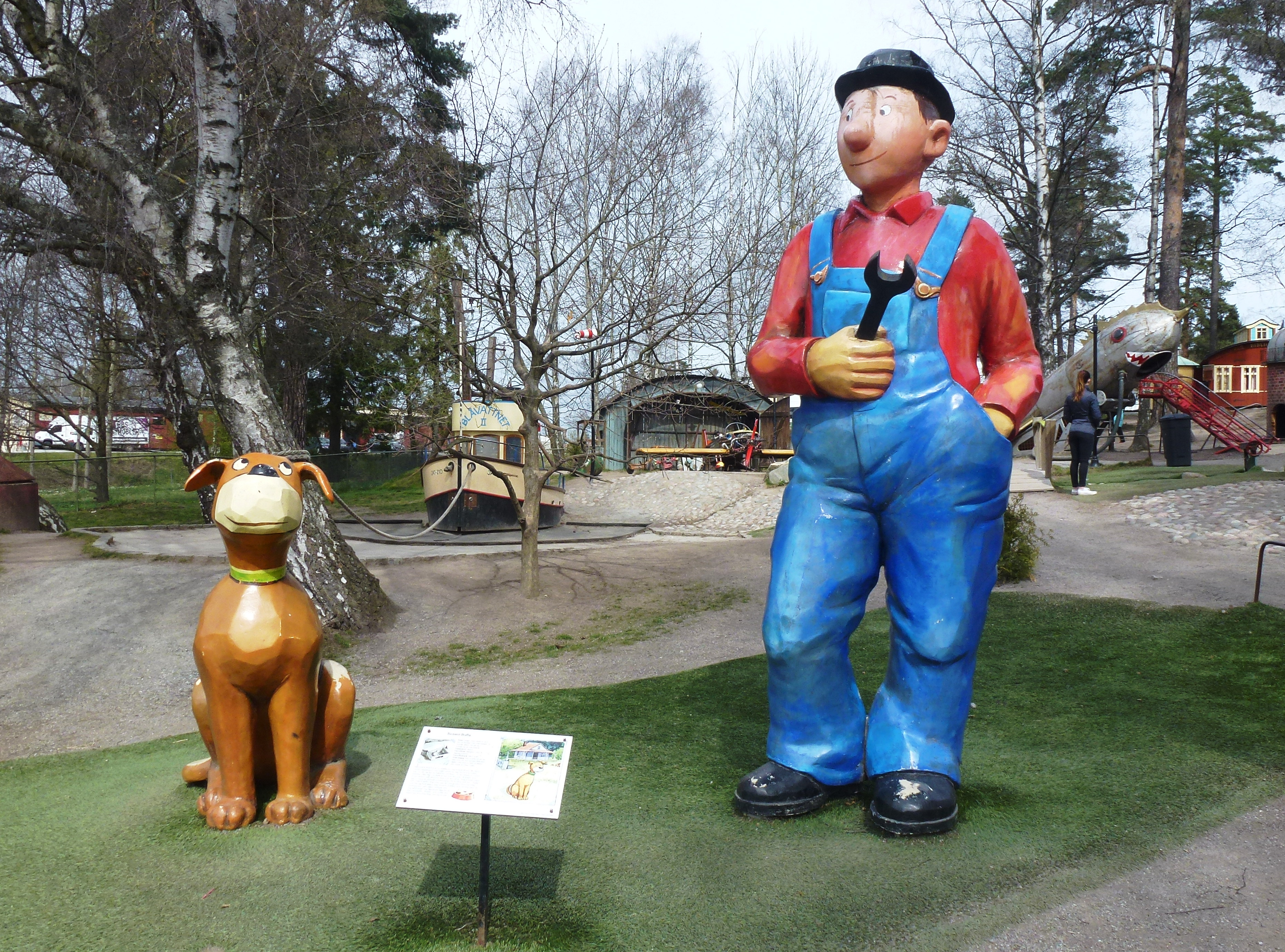
"Mulle Meck" och boxern "Buffa" i Mulle Meckparken i Solna.

Tor Svae, född 25 augusti 1945, är en svensk konstnär och scenograf. Han har specialiserat sig på att skapa olika lekmiljöer och  biblioteksinteriörer för barn med tema från sagoböcker, litterära personers verk och historiska miljöer. 
Sedan 2012 driver Tor Svae tillsammans med Roger Josefsson och Klara Svae Barnutställningar.nu med syfte att producera lekfulla barnutställningar för turné.

## Biografi

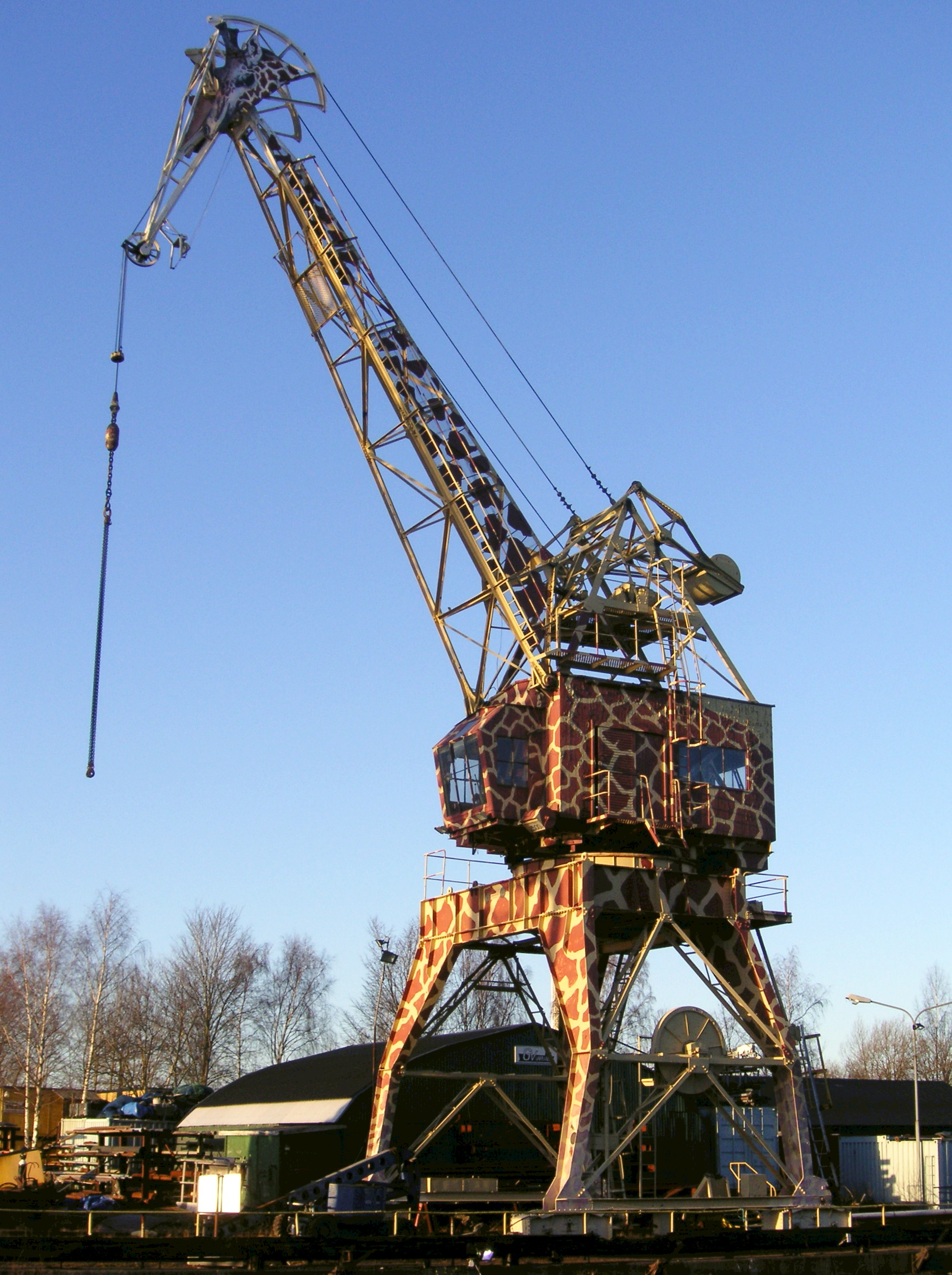
En av Giraffkranarna på Beckholmen.

Tor Svae utbildade sig vid Akademie der Bildenden Künste München till scenograf och började sedan arbeta som skulptör i Tyskland. Därefter följde utbildning vid Konstakademien i Stockholm och många år som målare. Han formgav så småningom barnmöbler och började specialisera sig på barnmiljöer. Svae menar att han ”ville göra något för barnen och föräldrarna, men främst för barnen, så att de har kreativa miljöer att leka i”.
Bland hans tidiga offentliga arbeten i Stockholm märks de så kallade Giraffkranarna som ursprungligen stod på Hammarbyhamnens kaj men flyttades 1988 till Beckholmen. De blev sedan ommålade i gult och brunt och med ansikten som giraffer efter en idé av Svae.
Tor Svae står bakom många lekmiljöer med sagoboksmotiv såsom Junibacken på Djurgården och Mulle Meckparken i Järvastaden utanför Stockholm. I Göteborg har han byggt Alfons Åbergs kulturhus. På Arlanda flygplats terminal 5 skapade han ett Elsa Beskow-land. 
Det är även Svae som står bakom de högt älskade lekmiljöerna för barn på Södermalm med historiska och litterära Stockholmsmotiv: Ivar Los park på Mariaberget och Bryggartäppan med Per Anders Fogelström som tema. Tillsammans med Johan Ferner Ström designade han Ellen Key-parken vid Jarlaplan. I Anders Franzéns park i Södra Hammarbyhamnen stod han för utformningen av lekparken med anknytning till den tidigare industri- och varvsverksamheten som fanns här. Lekstaden innehåller bland annat bland ett skeppsvarv i miniformat, en mekanisk verkstad med maskiner, ett snickeri med sågverk, en dykarklocka och en knallröd bogserbåt som heter Hildur. Parken invigdes år 2014 och nominerades till Årets Stockholmsbyggnad 2015.
På Kvarnholmen i Nacka kommun skapade han temalekparken Lilla Kvarnholmen som anknyter till halvöns industriella historia med livsmedelsproduktion inom Kooperativa Förbundet.
Han har även designat den Lennart Hellsing-utställning och Alfons Åberg-utställning som varit på turné i Sverige, samt andra temamiljöer i Sverige och utomlands.

## Utmärkelser
Mulle Meckparken invigdes på hösten 2008 och år 2010 tilldelades den Solnas Stadsmiljöpris. 
2010 belönades Tor Svae med Stockholms stads hederspris som går till personer som har stor betydelse för kulturlivet i Stockholm. 
2014 hedrades han med Eldsjälspriset som delas ut av Svenska barnboksakademin och går till den som med ”särskild entusiasm och energi har verkat för att barn och ungdomar ska komma i kontakt med bra litteratur…” 
2023 tilldelades Tor Svar Samfundet S:t Eriks pris för sina färgstarka lekparker. Prisets syfte är att "öka kunskapen och intresset för Stockholms historia och stadsbyggande."

## Bilder, utställningar och permanenta projekt i urval

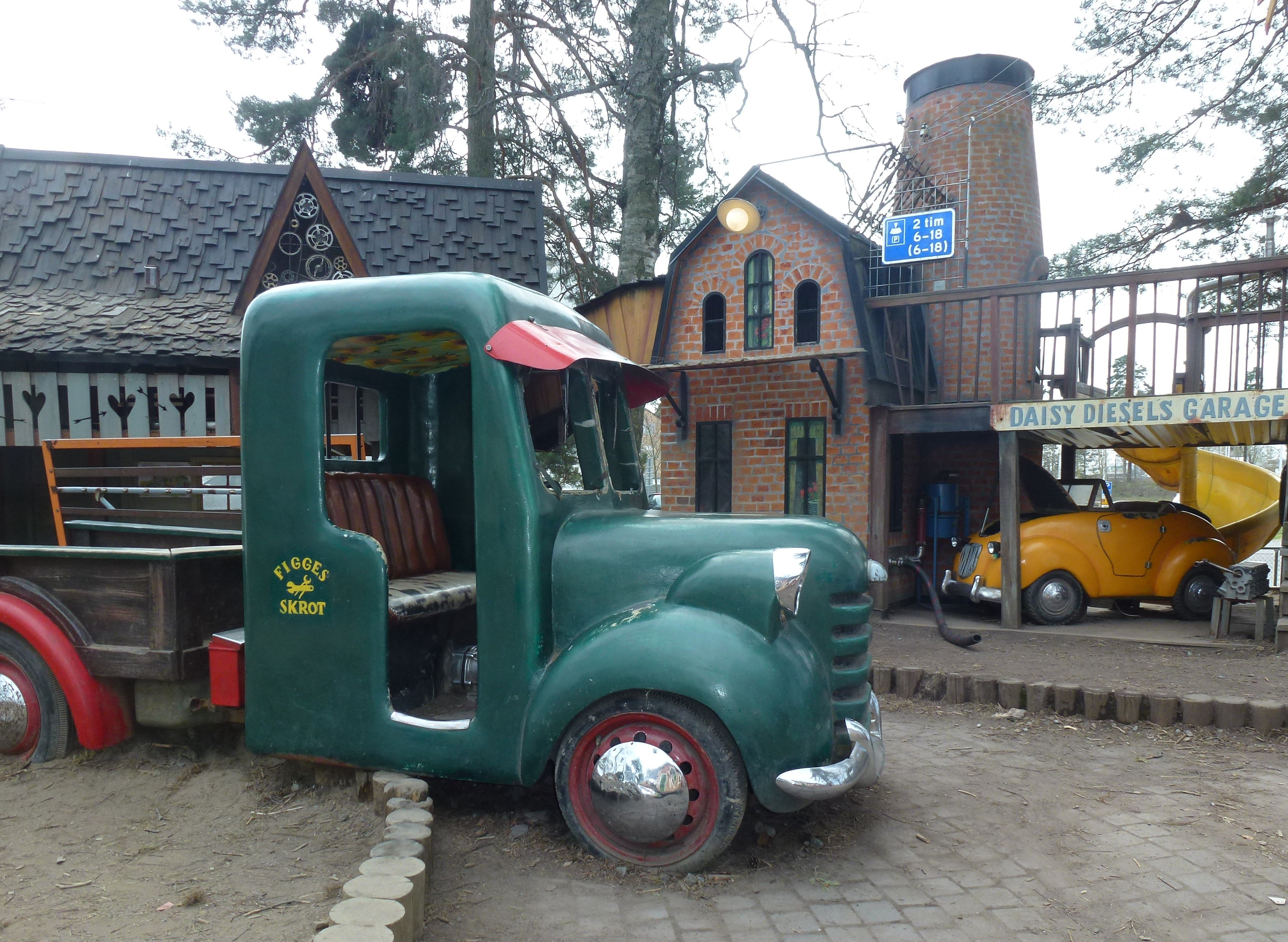
Mulle Meckparken, "Daisy Diesels garage"
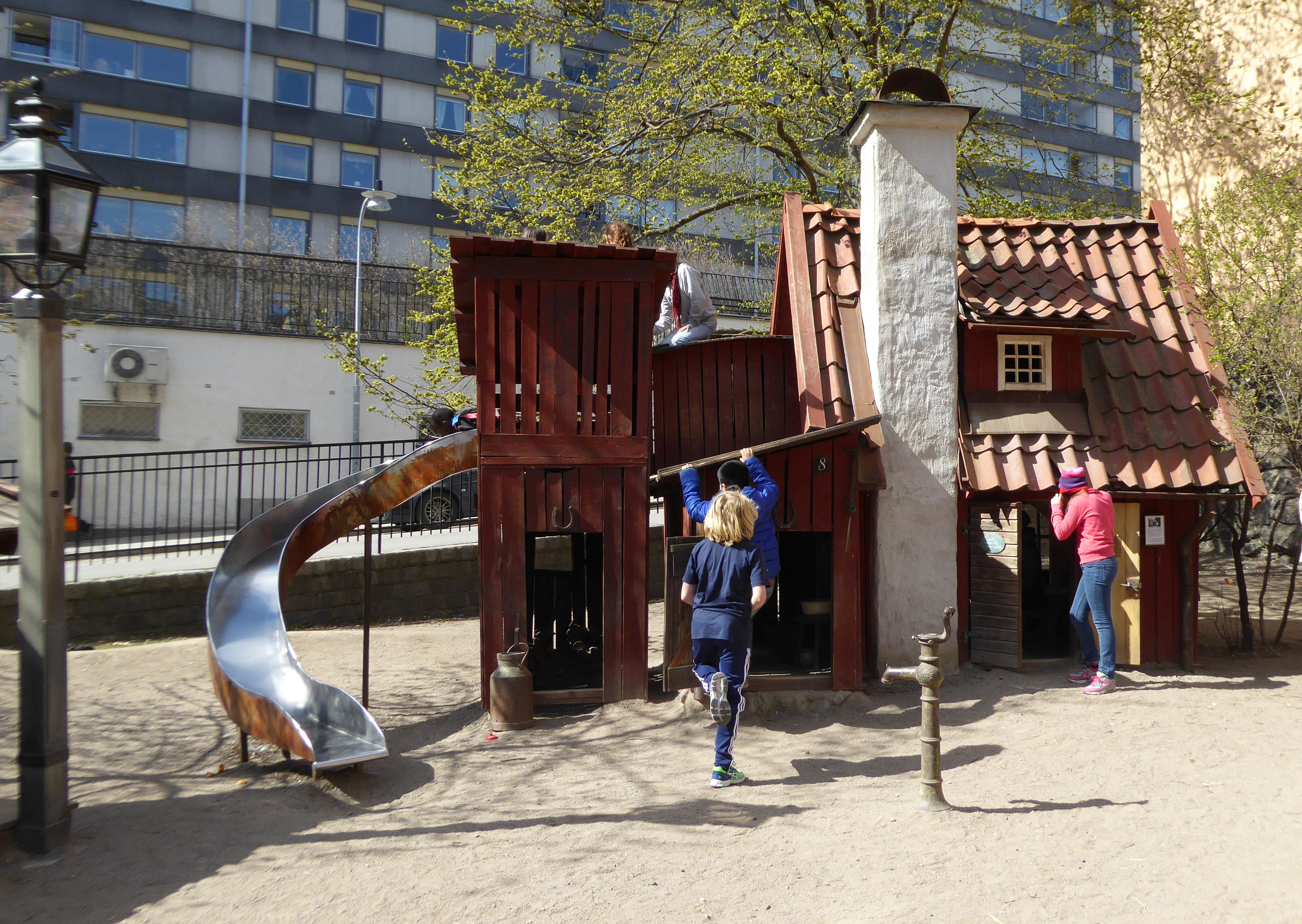
Bryggartäppan har Per Anders Fogelström som tema
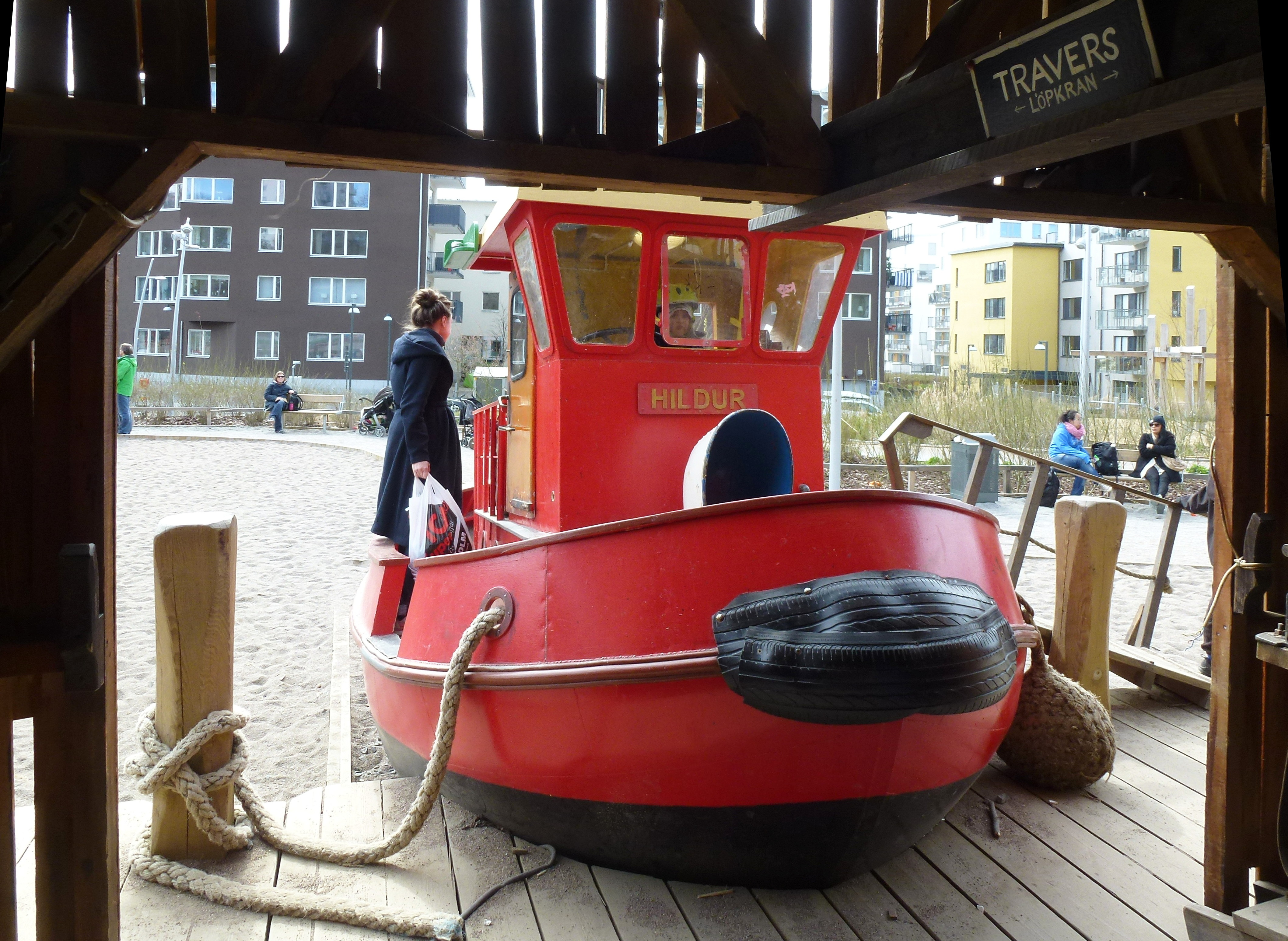
Anders Franzéns park, bogserbåten "Hildur"
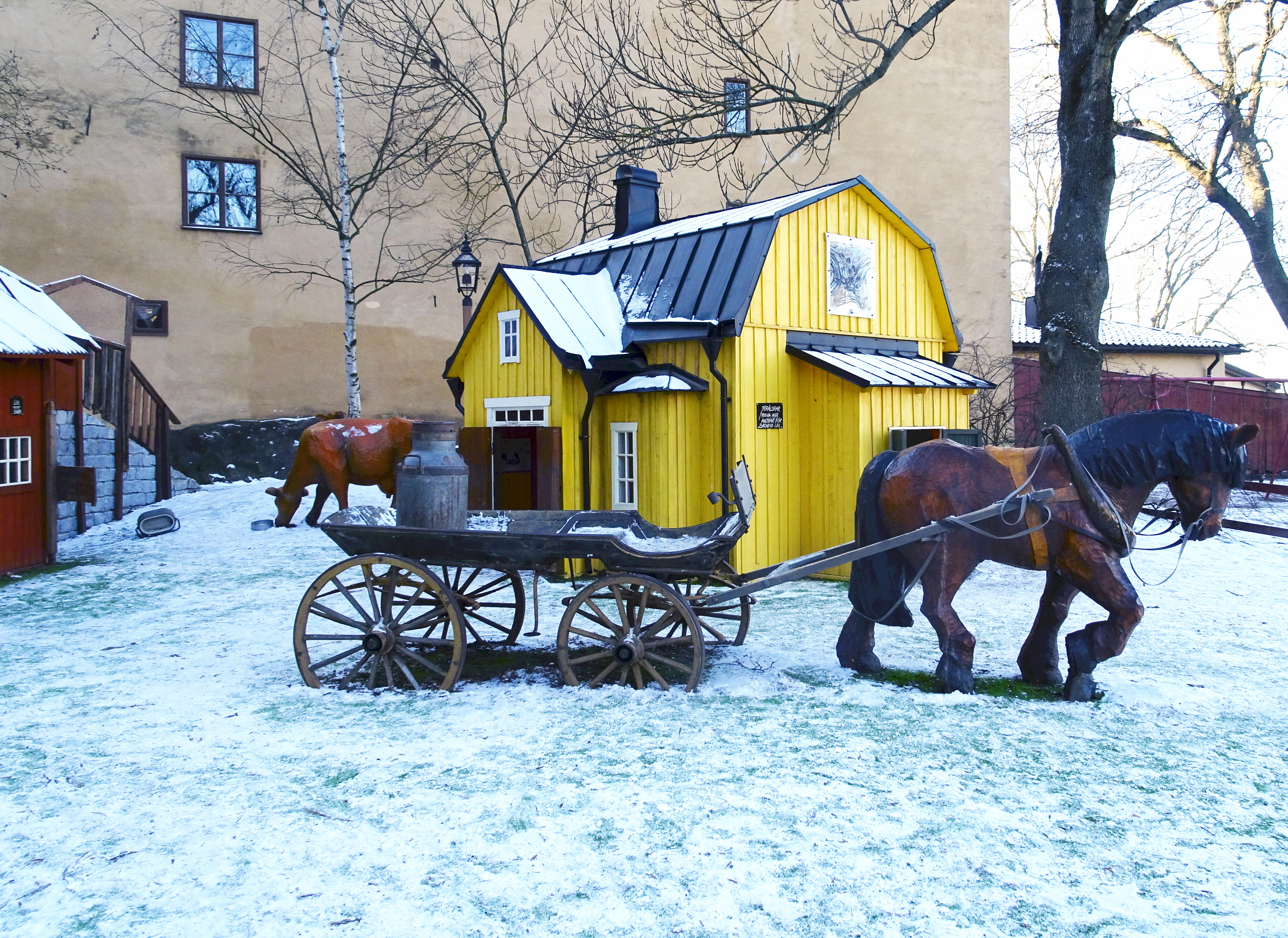
Temalekplats i Ivar Los park
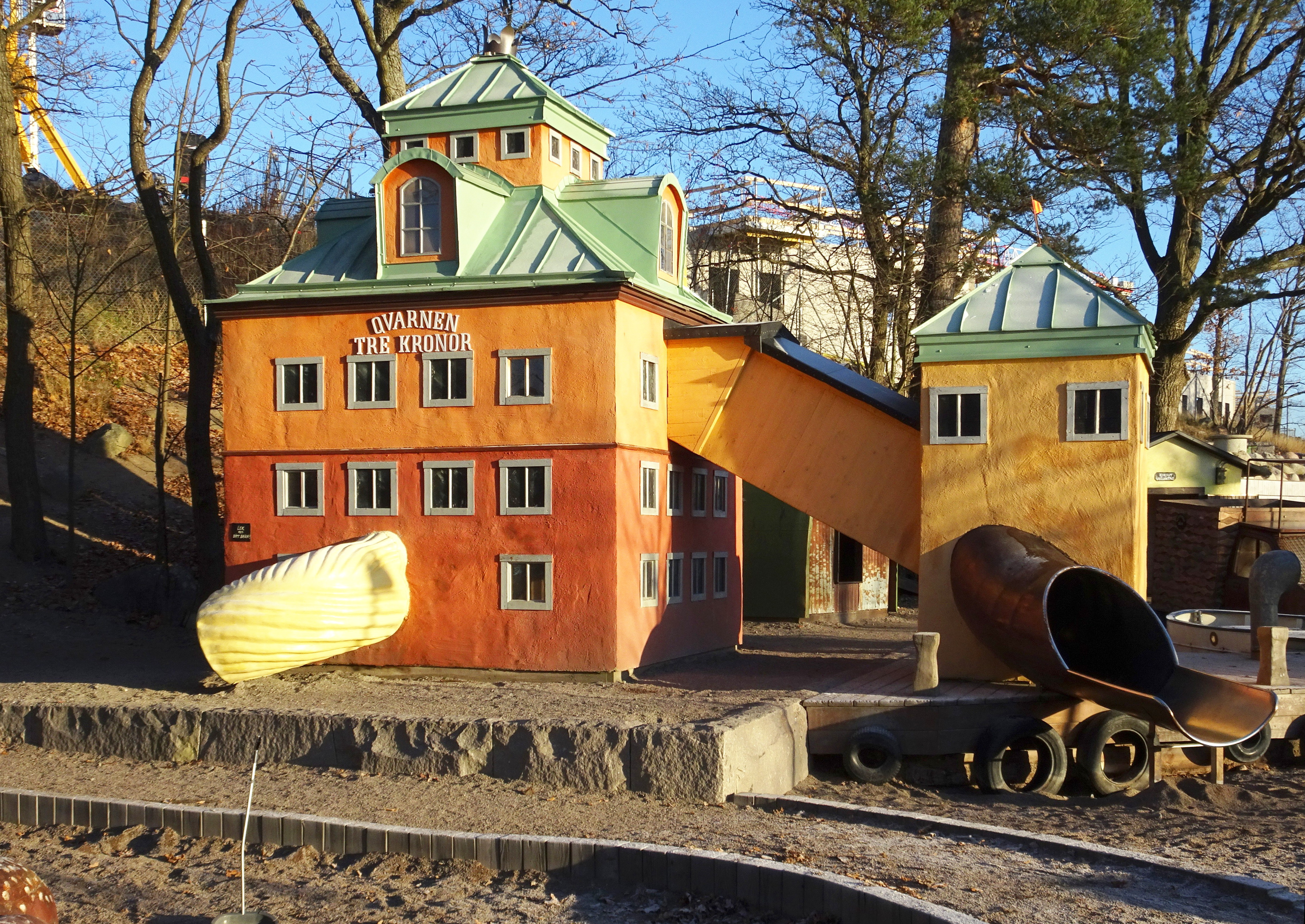
Lilla Kvarnholmen, Nacka 2017

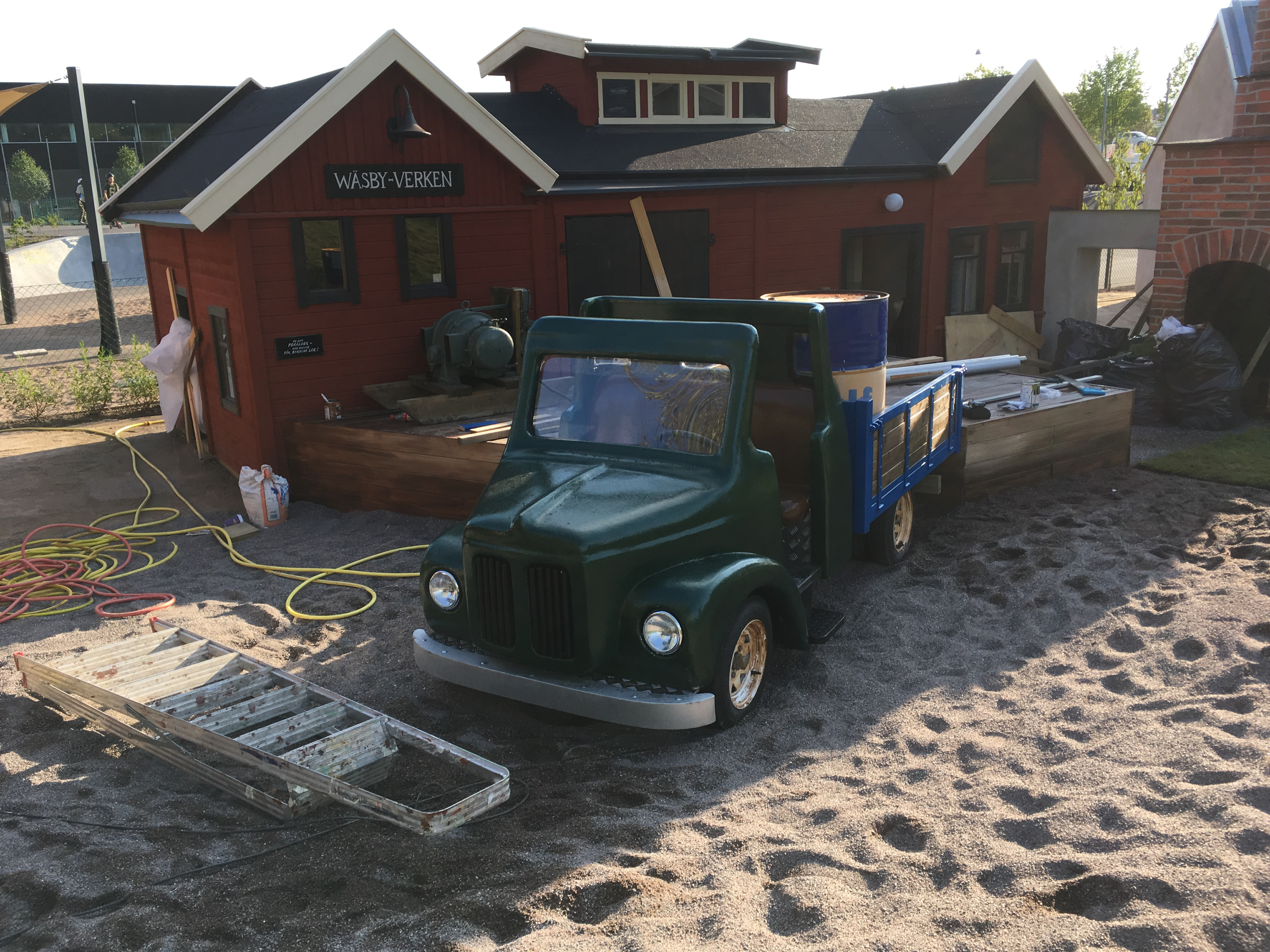
Upplands Väsby Temalekpark 2018
Loranga, Tor Svae 2014
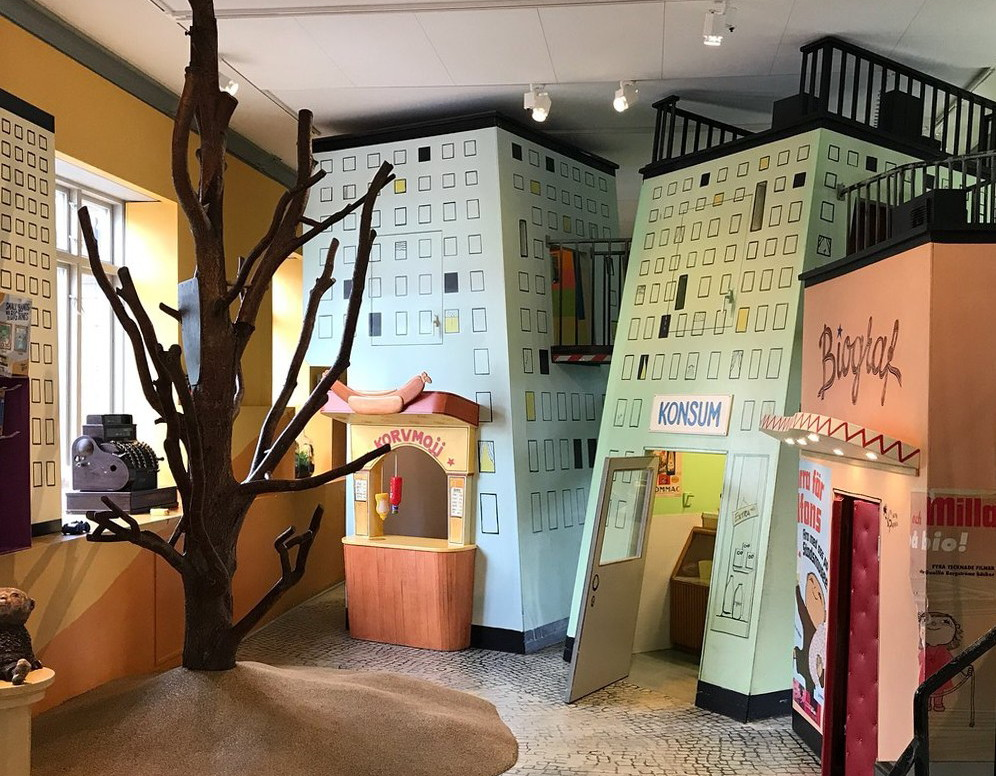
Alfons Åbergs Kulturhus Göteborg 2012
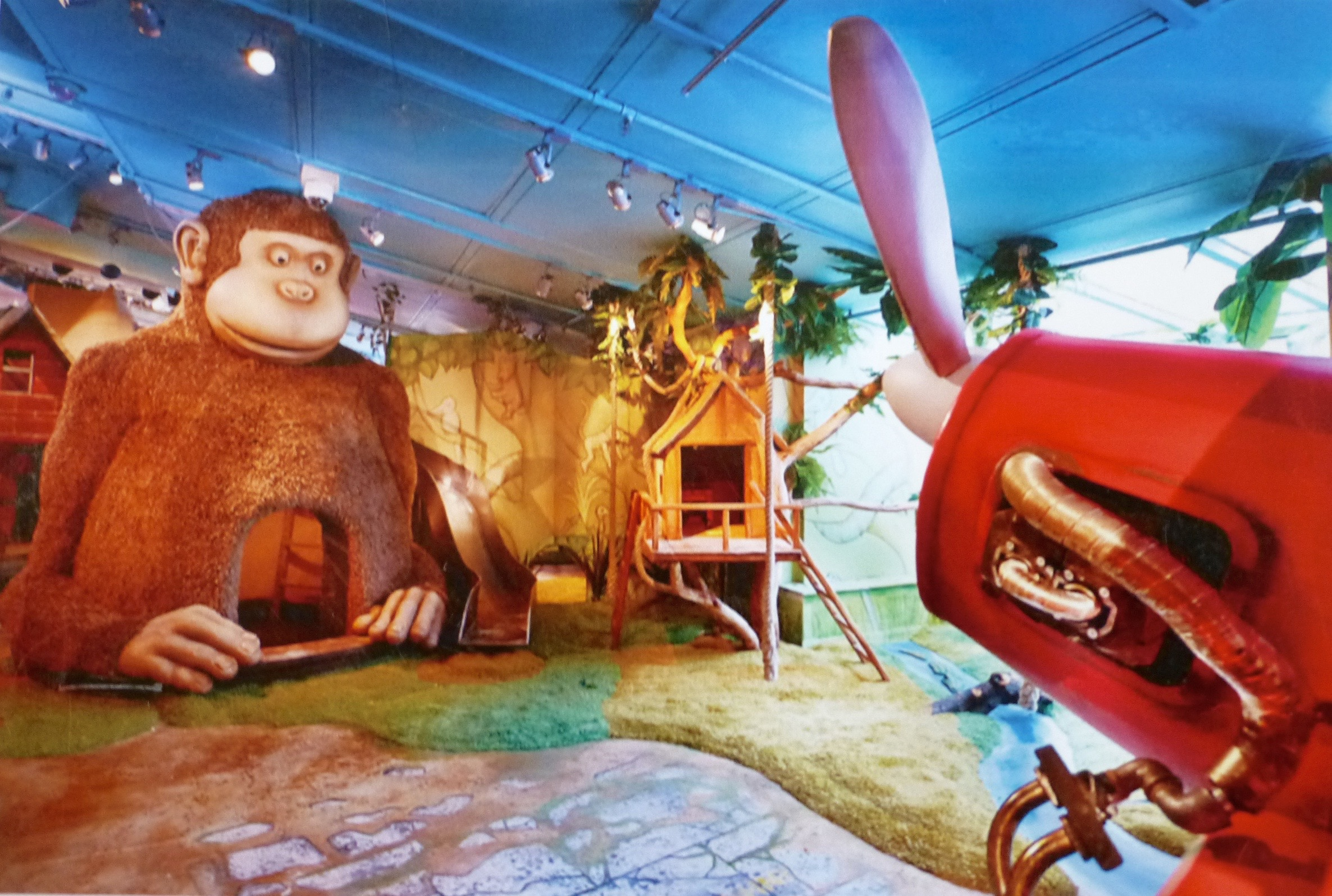
Skrot av Janne Lööf, Junibacken 2013
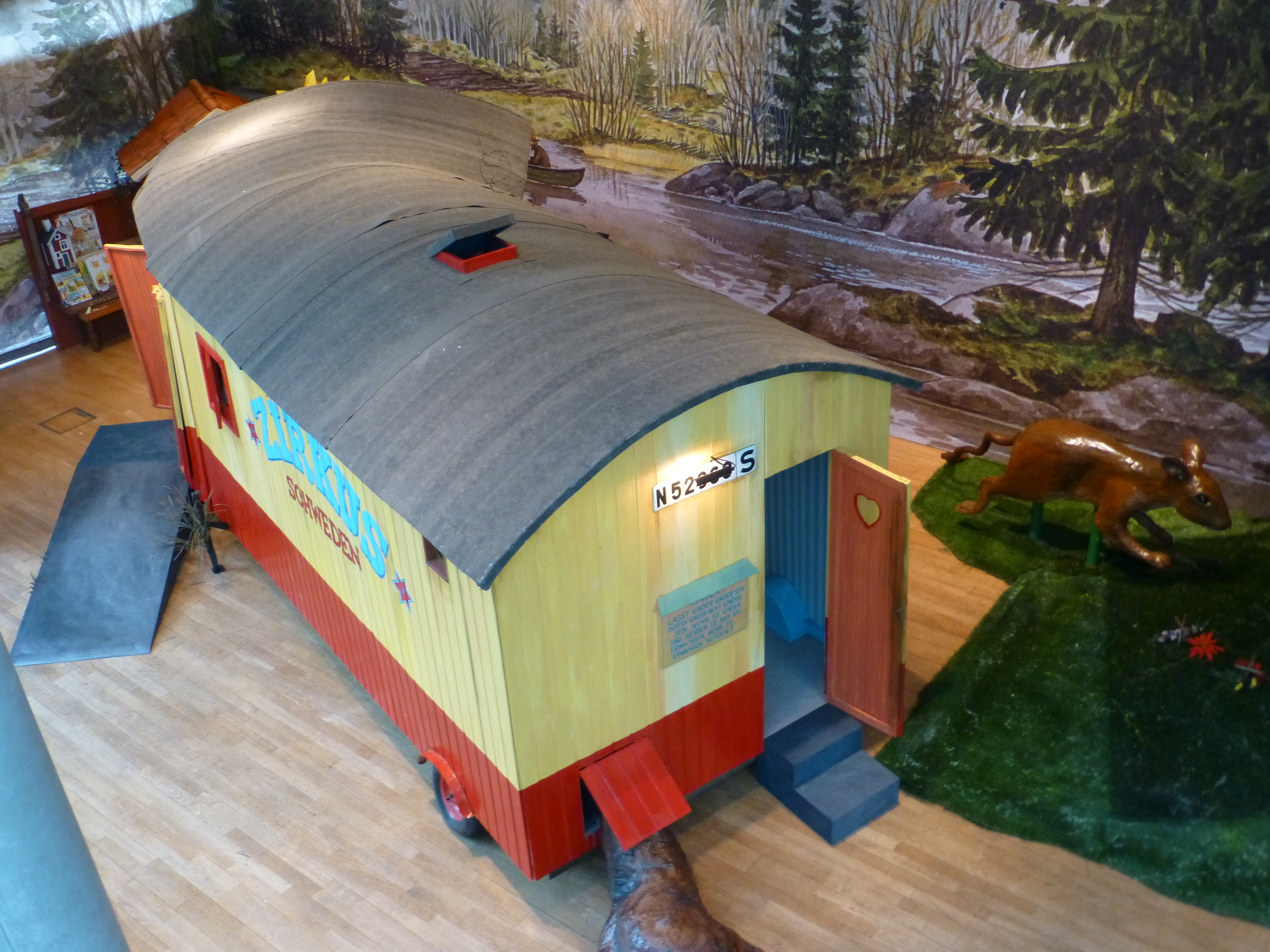
Frech wild und wunderbar, Svenska Ambassaden i Berlin 2016